# Championnat du monde masculin de basket-ball des moins de 21 ans
Le championnat du monde de basket-ball masculin des moins de 21 ans (FIBA Under-21 World Championship) était une compétition masculine de basket-ball opposant les meilleures sélections nationales mondiales des joueurs de 21 ans et moins. Il a été créé par la FIBA en 1993. Il était dénommé championnat du monde de basket-ball des 22 ans et moins (FIBA 22 & Under World Championship) avant que la FIBA n'abaisse l'âge limite à 21 ans en décembre 1998, et change son nom en championnat du monde masculin espoir (World Championship for Young Men). La compétition adopte son nom actuel en 2004 et disparaît en 2005.

## Palmarès
| Année | Pays organisateur        | Médaille d'or | Médaille d'argent | Médaille de bronze |
| ----- | ------------------------ | ------------- | ----------------- | ------------------ |
| 1993  | Valladolid, Espagne      | États-Unis    | France            | Brésil             |
| 1997  | Melbourne, Australie     | Australie     | Porto Rico        | Yougoslavie        |
| 2001  | Saitama, Japon           | États-Unis    | Croatie           | Argentine          |
| 2005  | Mar del Plata, Argentine | Lituanie      | Grèce             | Canada             |

## Tableau des médailles
| Tableau masculin |             |    |        |        |       |
| Position         | Pays        | Or | Argent | Bronze | Total |
| Position         | Pays        |    |        |        | Total |
| 1                | États-Unis  | 2  | 0      | 0      | 2     |
| 2                | Australie   | 1  | 0      | 0      | 1     |
| 3                | Lituanie    | 1  | 0      | 0      | 1     |
| 4                | Croatie     | 0  | 1      | 0      | 1     |
| 4                | France      | 0  | 1      | 0      | 1     |
| 4                | Grèce       | 0  | 1      | 0      | 1     |
| 4                | Porto Rico  | 0  | 1      | 0      | 1     |
| 9                | Argentine   | 0  | 0      | 1      | 1     |
| 9                | Brésil      | 0  | 0      | 1      | 1     |
| 9                | Canada      | 0  | 0      | 1      | 1     |
| 9                | Yougoslavie | 0  | 0      | 1      | 1     |

## Détail par pays
| Équipe                 | 1993 | 1997 | 2001 | 2005 | Total |
| ---------------------- | ---- | ---- | ---- | ---- | ----- |
| Angola                 | 10e  |      |      |      | 1     |
| Argentine              | 6e   | 4e   | 3e   | 6e   | 4     |
| Australie              | 8e   | 1er  | 8e   | 4e   | 4     |
| Brésil                 | 3e   |      |      |      | 1     |
| Canada                 |      |      |      | 3e   | 1     |
| Chine                  |      | 12e  |      | 11e  | 2     |
| Corée du Sud           | 11e  | 9e   | 12e  |      | 3     |
| Croatie                |      |      | 2e   |      | 1     |
| Égypte                 |      | 10e  | 9e   |      | 2     |
| Espagne                | 7e   | 7e   | 5e   |      | 3     |
| États-Unis             | 1er  | 5e   | 1er  | 5e   | 4     |
| France                 | 2e   |      |      |      | 1     |
| Grèce                  | 5e   |      |      | 2e   | 2     |
| Iran                   |      |      |      | 12e  | 1     |
| Israël                 | 9e   |      | 7e   | 10e  | 3     |
| Italie                 | 4e   |      |      |      | 1     |
| Japon                  |      |      | 11e  |      | 1     |
| Lituanie               |      | 8e   |      | 1er  | 2     |
| Nigeria                |      |      |      | 9e   | 1     |
| Nouvelle-Zélande       |      | 11e  |      |      | 1     |
| Porto Rico             |      | 2e   |      | 7e   | 2     |
| Qatar                  |      |      | 10e  |      | 1     |
| République dominicaine |      |      | 4e   |      | 1     |
| Slovénie               |      |      | 6e   | 8e   | 2     |
| Taïwan                 | 12e  |      |      |      | 1     |
| Turquie                |      | 6e   |      |      | 1     |
| Yougoslavie            |      | 3e   |      |      | 1     |
| Total                  | 12   | 12   | 12   | 12   |       |